# Поводник лучевой
Пово́дник лучево́й (лат. Pecteilis radiata, syn. Habenaria radiata) — вид цветковых растений рода Pecteilis семейства Орхидные (Orchidaceae). Под текущим таксономическим именем описан в 1837 году американским натуралистом Константином Рафинеском.

## Распространение, описание
Распространён на юге Дальнего Востока России (не отмечается в некоторых источниках), на Корейском полуострове, в Японии и Китайской Народной Республике (запад провинции Хэнань). Произрастает на лесных лугах.
Клубневой геофит. Растение малого или среднего размера, прямостоячее, наземное. Клубень яйцевидный или эллипсоидный. Стебель несёт 3—7 линейно-ланцетных заострённых листа. Соцветие с 1—3 цветками размером 3 см. Цветёт летом.

## Значение, численность
Выращивается как декоративное растение.
Включён в Красные книги России и Приморского края.

## Синонимы
В синонимику вида входят следующие названия:
- Orchis radiata Thunb. basionym
- Platanthera radiata (Thunb.) Lindl.
- Pecteilis radiata (Thunb.) Raf.
- Hemihabenaria radiata (Thunb.) Finet
- Plantaginorchis radiata (Thunb.) Szlach.
- Orchis susannae Thunb.
- Habenaria dianthoides Nevski
- Habenaria radiata (Thunb.) Spreng.
- Habenaria radiata var. dianthoides (Nevski) Vyschin
- Pecteilis dianthoides (Nevski) Garay & G.A. Romero
- Plantaginorchis dianthoides (Nevski) Szlach.